# CLDN22
CLDN22‏ (Claudin 22) هوَ بروتين يُشَفر بواسطة جين CLDN22 في الإنسان.